# 林冲镇
林冲乡是中华人民共和国湖南省怀化市新晃侗族自治县下辖的一个乡镇级行政单位。

## 行政区划
林冲乡下辖以下地区：
林冲村、唐家村、大堡村、斗溪村、卧曼村、石马坪村、刘家村、田坝村、栗山村、地莆村、马王村和塘寨村。

## 历史
1961年，林冲人民公社建立。1984年，林冲乡设立。2015年10月，天堂乡的桂根、地习、道丁、高洞、小簸、大榜、界牌、绞沟、竹坪、大旺、天堂等村和黄雷乡的宋寨村并入林冲乡，合并后建立“林冲镇”。

## 地理
林冲镇坐落在新晃侗族自治县西部，北面是贵州省玉屏侗族自治县，南面是扶罗镇，西南是凉伞镇，东北是鱼市镇。
西溪流经林冲镇。
林冲镇最高峰是战北坡，海拔1106米，第二高峰是天子山，692米。

## 经济
林冲镇的经济主要依靠农业和地方工业，主食是大米和土豆。

## 交通
沪昆高速公路从东北至西南穿过鱼市镇。
沪昆客运专线也从东北至西南穿过鱼市镇。